# Đại dịch COVID-19 tại Guam
Đại dịch COVID-19 đã được xác nhận đã đến lãnh thổ Hoa Kỳ của đảo Guam vào ngày 15 tháng 3 năm 2020.

## Dòng thời gian
Vào ngày 15 tháng 3 năm 2020, ba trường hợp đầu tiên của COVID-19 trên lãnh thổ đã được xác nhận.
Cái chết đầu tiên của lãnh thổ do virus, một phụ nữ 68 tuổi với "nhiều bệnh đồng mắc ", là vào ngày 22 tháng 3 năm 2020.
Vào ngày 27 tháng 3 năm 2020, lãnh thổ đã xác nhận 45 trường hợp Covid-19 dương tính trong tổng số 308 xét nghiệm.
|                          | Trường hợp hàng ngày | Trường hợp tích lũy | Tử vong hàng ngày | Tử vong tích lũy |
| ------------------------ | -------------------- | ------------------- | ----------------- | ---------------- |
| 15 tháng 3 năm 2020      | 3                    | 3                   |                   |                  |
| Ngày 16 tháng 3 năm 2020 |                      |                     |                   |                  |
| 17 tháng 3 năm 2020      |                      |                     |                   |                  |
| 18 tháng 3 năm 2020      |                      |                     |                   |                  |
| Ngày 19 tháng 3 năm 2020 | 2                    | 5                   |                   |                  |
| 20 tháng 3 năm 2020      | 3                    | số 8                |                   |                  |
| 21 tháng 3 năm 2020      | 4                    | 12                  |                   |                  |
| 22 tháng 3 năm 2020      | 2                    | 14                  | 1                 | 1                |
| 23 tháng 3 năm 2020      | 13                   | 27                  |                   | 1                |
| 24 tháng 3 năm 2020      |                      | 27                  |                   | 1                |
| 25 tháng 3 năm 2020      |                      | 27                  |                   | 1                |
| 26 tháng 3 năm 2020      | 5                    | 32                  |                   | 1                |
| 27 tháng 3 năm 2020      | 13                   | 45                  |                   | 1                |

## Phòng ngừa
Vào ngày 13 tháng 3 năm 2020, bắt đầu đo thân nhiệt tại Sân bay Quốc tế Antonio B. Won Pat.
Thống đốc Lou Leon Guerrero đã ban hành lệnh điều hành đóng cửa các doanh nghiệp và các cuộc tụ họp không quan trọng, có hiệu lực từ ngày 20 tháng 3 vào buổi trưa. Cùng ngày, Japan Airlines thông báo các chuyến bay từ Sân bay Narita sẽ bị đình chỉ cho đến ngày 24 tháng 4.
Vào thứ năm, ngày 26 tháng 3, Đại học Guam thông báo rằng tất cả các lớp học đang chuyển sang một định dạng trực tuyến hoặc thay thế cho phần còn lại của học kỳ mùa xuân. Trường đại học có kế hoạch hoàn thành học kỳ theo lịch trình hiện tại của nó.